# Campeonato Capixaba de Futebol de 2025 - Série A
O Campeonato Capixaba de Futebol de 2025, ou Capixabão Série A Superbet 2025 (por questões de patrocínio), é a 109ª edição da principal divisão de futebol no Espírito Santo. A disputa da competição é organizada pela Federação de Futebol do Estado do Espírito Santo (FES).

## Equipes participantes

### Promovidos e rebaixados
| Pos. | Rebaixado da Primeira Divisão de 2024 |
| ---- | ------------------------------------- |
| 9º   | Serra                                 |
| 10º  | Estrela do Norte                      |

| Pos. | Promovido da Segunda Divisão de 2024 |
| ---- | ------------------------------------ |
| 1º   | Capixaba                             |
| 2º   | Vilavelhense                         |

### Informações das equipes
| Aumento | Equipes promovidas da Segunda Divisão de 2024 |

## Estádios
| Emílio Nemer | Estádio do Jardim  | Conilon           | Zenor Pedrosa Rocha | Kleber Andrade     |
| Capacidade: 2 000 | Capacidade: 7 700  | Capacidade: 3 000 | Capacidade: 2 000   | Capacidade: 21 000 |
| |                    |                   |                     |                    |
| Vitória Vila Velha Desportiva Ferroviária Jaguaré Nova Venécia Real Noroeste Rio Branco VN Equipes de Vitória: Porto Vitória Rio Branco-ES Vitória-ES Equipes de Vila Velha: Capixaba VilavelhenseLocalização das sedes das equipes no Capixabão Superbet Série A 2025. |                    |                   |                     |                    |
| Real Noroeste | Rio Branco-ES      | Rio Branco VN     | Vilavelhense        | Vitória-ES         |
| José Olimpio da Rocha | Kleber Andrade     | Olimpio Perim     | Estádio do Jardim   | Ninho da Águia     |
| Capacidade: 5 820 | Capacidade: 21 000 | Capacidade: 2 100 | Capacidade: 7 700   | Capacidade: 3 000  |
| |                    |                   |                     |                    |

## Primeira fase
| Pos | Equipe                 | Pts | J | V | E | D | GP | GC | SG  | Classificação ou descenso         |  | DEF | RNO | RVN | RBR | CAP | VIT | PVI | VIL | NVE | JAG |
| --- | ---------------------- | --- | - | - | - | - | -- | -- | --- | --------------------------------- |  | --- | --- | --- | --- | --- | --- | --- | --- | --- | --- |
| 1   | Desportiva Ferroviária | 21  | 9 | 6 | 3 | 0 | 16 | 3  | +13 | Fase final                        |  | —   |     | 2–1 |     | 1–1 | 1–0 |     |     | 2–0 |     |
| 2   | Real Noroeste          | 16  | 9 | 4 | 4 | 1 | 13 | 8  | +5  | Fase final                        |  | 1–1 | —   | 1–2 | 1–1 |     |     |     | 2–1 |     | 1–1 |
| 3   | Rio Branco VN          | 15  | 9 | 4 | 3 | 2 | 10 | 6  | +4  | Fase final                        |  |     |     | —   |     | 1–0 | 1–1 |     | 1–1 | 2–0 |     |
| 4   | Rio Branco-ES          | 14  | 9 | 3 | 5 | 1 | 11 | 6  | +5  | Fase final                        |  | 0–0 |     | 0–0 | —   |     | 1–1 |     | 1–0 |     | 3–0 |
| 5   | Capixaba               | 14  | 9 | 4 | 2 | 3 | 12 | 12 | 0   | Fase final                        |  |     | 0–2 |     | 2–4 | —   |     | 1–0 |     | 2–2 |     |
| 6   | Vitória-ES             | 9   | 9 | 2 | 3 | 4 | 14 | 10 | +4  | Fase final                        |  |     | 1–2 |     |     | 1–2 | —   | 1–1 | 4–0 | 5–1 |     |
| 7   | Porto Vitória          | 9   | 9 | 2 | 3 | 4 | 8  | 11 | −3  | Fase final                        |  | 0–3 | 1–1 |     | 1–1 |     |     | —   | 0–1 |     | 3–1 |
| 8   | Vilavelhense           | 8   | 9 | 2 | 2 | 5 | 7  | 15 | −8  | Fase final                        |  | 0–4 |     |     |     | 1–2 |     |     | —   | 2–0 | 1–1 |
| 9   | Nova Venécia           | 8   | 9 | 2 | 2 | 5 | 7  | 17 | −10 | Rebaixados para a Série B de 2025 |  |     | 0–2 |     | 1–0 |     |     | 2–1 |     | —   | 1–1 |
| 10  | Jaguaré                | 6   | 9 | 1 | 3 | 5 | 5  | 15 | −10 | Rebaixados para a Série B de 2025 |  | 0–2 |     | 0–2 |     | 0–2 | 1–0 |     |     |     | —   |

## Fase final
Em itálico os clubes que possuem o mando de campo no primeiro jogo. Em negrito, os classificados.
|  | Quartas de final       | Quartas de final       | Quartas de final | Quartas de final |   |               | Semifinais       | Semifinais       | Semifinais       | Semifinais       |  |               | Final          | Final          | Final          | Final          |  |  |
|  | 5 a 10 de março        | 5 a 10 de março        | 5 a 10 de março  | 5 a 10 de março  |   |               | 15 a 23 de março | 15 a 23 de março | 15 a 23 de março | 15 a 23 de março |  |               | 1 e 5 de abril | 1 e 5 de abril | 1 e 5 de abril | 1 e 5 de abril |  |  |
|  |                        |                        |                  |                  |   |               |                  |                  |                  |                  |  |               |                |                |                |                |  |  |
|  | Porto Vitória          | 1                      | 1                | 2                |   |               |                  |                  |                  |                  |  |               |                |                |                |                |  |  |
|  | Real Noroeste          | 0                      | 1                | 1                |   |               |                  |                  |                  |                  |  |               |                |                |                |                |  |  |
|  | Real Noroeste          | 0                      | 1                | 1                |   | Porto Vitória | 0                | 2                | 2                |                  |  |               |                |                |                |                |  |  |
|  |                        |                        |                  |                  |   | Porto Vitória | 0                | 2                | 2                |                  |  |               |                |                |                |                |  |  |
|  |                        | Vitória-ES             | 1                | 0                | 1 |               |                  |                  |                  |                  |  |               |                |                |                |                |  |  |
|  | Vitória-ES (pen)       | Vitória-ES             | 1                | 0                | 1 | 1             | 0                | 1 (4)            |                  |                  |  |               |                |                |                |                |  |  |
|  | Vitória-ES (pen)       |                        |                  |                  |   | 1             | 0                | 1 (4)            |                  |                  |  |               |                |                |                |                |  |  |
|  | Rio Branco VN          | 1                      | 0                | 1 (3)            |   |               |                  |                  |                  |                  |  |               |                |                |                |                |  |  |
|  | Rio Branco VN          | 1                      | 0                | 1 (3)            |   |               |                  |                  |                  |                  |  | Porto Vitória | 1              | 0              | 1              |                |  |  |
|  |                        |                        |                  |                  |   |               |                  |                  |                  |                  |  | Porto Vitória | 1              | 0              | 1              |                |  |  |
|  |                        | Rio Branco-ES          | 0                | 2                | 2 |               |                  |                  |                  |                  |  |               |                |                |                |                |  |  |
|  | Capixaba               | Rio Branco-ES          | 0                | 2                | 2 | 1             | 0                | 1                |                  |                  |  |               |                |                |                |                |  |  |
|  | Capixaba               |                        |                  |                  |   | 1             | 0                | 1                |                  |                  |  |               |                |                |                |                |  |  |
|  | Rio Branco-ES          | 2                      | 1                | 3                |   |               |                  |                  |                  |                  |  |               |                |                |                |                |  |  |
|  | Rio Branco-ES          | 2                      | 1                | 3                |   | Rio Branco-ES | 2                | 1                | 3                |                  |  |               |                |                |                |                |  |  |
|  |                        |                        |                  |                  |   | Rio Branco-ES | 2                | 1                | 3                |                  |  |               |                |                |                |                |  |  |
|  |                        | Desportiva Ferroviária | 2                | 0                | 2 |               |                  |                  |                  |                  |  |               |                |                |                |                |  |  |
|  | Vilavelhense           | Desportiva Ferroviária | 2                | 0                | 2 | 1             | 1                | 2                |                  |                  |  |               |                |                |                |                |  |  |
|  | Vilavelhense           |                        |                  |                  |   | 1             | 1                | 2                |                  |                  |  |               |                |                |                |                |  |  |
|  | Desportiva Ferroviária | 4                      | 2                | 6                |   |               |                  |                  |                  |                  |  |               |                |                |                |                |  |  |

## Premiação
| Campeonato Capixaba de 2025        |
| ---------------------------------- |
|                                    |
| Rio Branco-ES Campeão (39° título) |